# James Wetherbee
James Donald Wetherbee (* 27. listopadu 1951 v Flushing, stát New York, USA), vojenský letec, důstojník a americký kosmonaut. Ve vesmíru byl šestkrát.

## Život

### Studium a zaměstnání
Střední školu Holy Trinity Diocesan High School ukončil v South Huntington v roce 1970. Pak studoval na University of Notre Dame, zakončil zdárně v roce 1974. Od roku 1975 byl armádním letcem. V letech 1980 až 1981 létal jako učitel letců na námořní akademii United States Naval Academy .
V roce 1984 nastoupil k NASA, po zácviku v letech 1984 až 1985 se stal členem týmů kosmonautů. V Houstonu zůstal pracovat i po ukončení kariéry astronauta.
Měl přezdívku Jim. Oženil se s Robin De Vore, rozenou Plattovou.

### Lety do vesmíru
Na oběžnou dráhu se v raketoplánech dostal šestkrát a strávil ve vesmíru 66 dní, 10 hodin a 23 minut. Byl 223 člověkem ve vesmíru.
- STS-32 Columbia (9. ledna 1990 – 20. ledna 1990), pilot
- STS-52 raketoplán Columbia, (22. říjen 1992 – 1. listopadu 1992, velitel
- STS-63 Discovery (3. února 1995 – 11. února 1995), velitel
- STS-86 Atlantis (26. září 1997 – 6. října 1997), velitel
- STS-102 Discovery ( 8. března 2001 – 21. března 2001), velitel
- STS-113 Endeavour (21. listopadu 2002 – 7. prosince 2002, velitel